# 絶対ナル孤独者
『絶対ナル孤独者』（ぜったいナルアイソレータ）は、川原礫による日本のライトノベル。イラストはシメジが担当。電撃文庫（KADOKAWA）より、2014年6月から刊行されている。
作者が2004年より自身のサイトにおいて連載していた（休止中）『絶対ナル孤独』（ぜったいナルこどく）を加筆修正して文庫化した作品。
メディアミックスとして、越水ナオキによるコミカライズが『月刊コミック電撃大王』2015年8月号から2018年3月号まで連載された。「発火者」の事件あたりまでを収録。最終話にて「屈折者」「凝結者」などの登場人物が、数カットのみだが登場している。

## あらすじ
8年前に自宅に強盗が押し入り、自分以外の家族全員を殺され、そのストレスから髪の色素が抜け白髪になってしまった高校生の少年・空木ミノルは、その事件以降、他人との関わりを避けながら、叔母の家での生活を続けていた。
そんな中、異能力者「ルビーアイ」の一人に遭遇したことを機に、ミノルは異能力に目覚めてしまう。それは何も寄せ付けず、物理法則さえも無視する、全身を覆う透明な《殻》。その力は絶対的な孤独を実現する《力》だった。
誰の記憶にも残りたくない、無駄な記憶を作りたくない、そうして学校でもひっそりと生活してきたミノル。しかし、高校の同級生・箕輪朋美との交流をきっかけに、その生活は崩れ、《サードアイ》所有者の闘いに否応なく巻き込まれてしまったミノルは、「ルビーアイ根絶を遂げた後、自分を知る人間全てから自分の記憶を消してもらう」ことを条件に、組織に加わる。

## 登場人物

### 《特課》メンバー
空木 ミノル（うつぎ ミノル）
主人公。高校1年生。1組。8年前に家が強盗に襲われた際に、自分以外の家族全員を殺され、そのストレスから髪の色素が抜け白髪になっている。
事件以来、他人との関わりを避けるようになり、能力を得てルビーアイに遭遇したことを機に「ルビーアイ根絶を遂げた後、自分を知る人間全てから自分の記憶を消してもらう」ことを条件に組織に加わる。
コードネームは《孤独者（アイソレータ）》。全身を透明な《殻》で覆い、外部からのあらゆる攻撃を防ぐことができる、一部の人間を同時に殻の中に入れることもできる。教授からのあだ名はミッくん。
安須 ユミコ（あず ユミコ）
本作のヒロイン。ルビーアイ所有者への対処を専門とする《組織》に所属している少女。
《咀嚼者》を追う途中ミノルと出会い、ジェット所有者である彼を《組織》に迎え入れる。
コードネームは《加速者（アクセラレータ）》。音速を超える《速さ》で動くことができる。自身が触れているものに対しても効果を及ぼすことができ、バイクなどに乗りながら使うと更なるスピードで走行できる。反面、直線的にしか動けず小回りが利かないという弱点がある。《ルビーアイ》所有者との戦闘ではスタンバトンを用いた白兵戦で戦う。教授からのあだ名はユッコちゃん。
DD（ディーディー）
小柄な少年で、いつもキャップを被っている。DDは教授につけられたあだ名で本名は大門伝二郎（だいもん でんじろう）、オリヴィエからはD&Dと呼ばれている。
コードネームは《探索者（サーチャー）》。通常のサードアイ保持者よりも遥かに広範囲の能力使用を感知できる。
氷見（ひみ）
《特課》の課長。30代後半くらいの年齢の男性。
コードネームは不明。人の記憶を操作する能力を持つ。仕組みは不明だが、認識を阻害する結界も作れる。
伊佐 理々（いさ りり）
《特課》の課長代理兼作戦指揮官。よく、教授と呼ばれる。小学四年生で年相応に幼い外見の少女だが能力によって優れた頭脳を得ている。あだ名は教授で、白衣を羽織り大人びた口調で喋る。
コードネームは《思索者（スペキュレータ）》。能力は答えのある疑問ならほとんどの疑問にすぐに答えを出せるというもの。
斉藤 オリヴィエ（さいとう オリヴィエ）
日本人とフランス人のハーフの男子高校生。飄々とした性格の美形でゲームが大好き。
コードネームは《分断者（ディバイダ）》。大抵の物体を分断できる能力を持つ。
斎藤 クレア（さいとう クレア）
斎藤オリヴィエの妹。とあるルビーアイ捕獲任務にて突如現れたトランサー、そして謎のルビーアイによって連れ去られた。
コードネームは《星を見る人（スターゲイザー）》。真夜中にしばらく空を見ると、次の日の出来事を一つだけ予知できる。
リンデンベルガー
不明。ミノルからは謎のドイツ人と評されている。
生駒 サナエ（イコマ サナエ）
かつてのユミコのパートナー。《発火者》相手の作戦で脳死状態となった。
コードネームは《狙撃者（シューター）》。視認した相手に確実に矢を当てる能力を持つ。
小村 スウ（コムラ スウ）
本作のヒロイン。スウは漢字で雛と書く。元から「他人の視線に色を感じ、その色から相手の感情を読み取る」という能力を持っている。《液化者》の罠から脱出する際瀕死の重症を負ってしまう。
コードネームは《屈折者（リフラクター）》。光を屈折させて姿を消すことが出来る。教授からのあだ名はヒナコちゃん。
小村 菖　(コムラ　ショウ)
小村スウの兄。コードネームは《観察者(ディスペクター)  》。長年自分の部屋に飾っていたフィギュアを端末として、それが置かれている場所の光景を見て、音を聞くことができる。

### ルビーアイ保持者
液化者（リキダイザー）
複数の姿を持つ、『組織』最強の能力者。
識別名は《液化者（リキダイザー）》。あらゆる固体を液化することができる。
三川 霤（ミカワ リュウ）
識別名は《凝結者（トランサー）》。水を瞬時に凍らせることができる。
共感者（エンパサイザー）
人の記憶を覗く能力者。
刺殺者（スティンガー）
招待も目的も不明の《ルビーアイ》。
識別名は《刺殺者（スティンガー）》多彩な能力を操り、《特課》のみならず《組織》の能力者をも襲撃する。
潤滑者（ルブリケーター）
高江洲 晃（たかえす ひかる）
グルメ評論家の青年。「噛む」ということに強いトラウマと欲求を抱いている。
識別名は《咀嚼者（バイター）》。頭部を鮫のような形に変化させて驚異的な咬合力を発揮する。
中久保 洋介（ナカクボ ヨウスケ）
識別名は《発火者（イグナイター）》。酸素を操る能力を持つ。

### その他の人物
空木 ワカバ（ウツギ ワカバ）
ミノルの姉。ミノルよりも3つ年上。
由水 典江（よしみず のりえ）
ミノルの義姉。明るく陽気な性格で、ミノルが唯一心を許している人物。夕飯を作っているときに《咀嚼者》に誘拐されるが、ミノルの活躍により無事保護された。
箕輪 朋美（みのわ ともみ）
少女。高校1年生。8組所属。陸上部。明るい性格で活発。ミノルとは同じ中学だったが、髪型が変わっていたためミノルは気づかなかった。
早朝のランニングでミノルと出会い、交流を深めていくが、これがミノルが闘いに巻き込まれるきっかけとなる。《咀嚼者》に目を付けられ襲われるが、ミノルとユミコによって助けられる。その際機密保持のためミノルとの記憶も消されてしまう。
須加 綾斗（すか あやと）

## 用語
サードアイ
2019年9月に宇宙より飛来した謎の有機生命体。見た目は直径2センチ程の球体で、赤色のものと黒色のものの2種類が存在する。前者はルビーアイ、後者はジェットアイと呼ばれ、確認されている数は前者のほうが後者よりもかなり多い。
サードアイは地球上では人間に寄生し、宿主に身体能力の向上や特殊な能力の発現などの変化をもたらす。能力は宿主のトラウマや強い欲望などが反映されたものになる。ルビーアイはさらに殺人衝動を宿主に与えるため、特に危険視されている。サードアイの存在は一般には秘匿されている。
SPNシグナル
2019年7月に電波望遠鏡が観測した電波信号。ある周波数の短い電波信号が2、3、5、7、11、13、17回繰り返し観測され、その回数が素数の最初の7つと同じであることから、Seven Prime Numbers（7つの素数）の頭文字をとってSPNシグナルと呼ばれるようになった。
《特課》
正式名称は「厚生労働省安全衛生部特別課」で、サードアイに対処するための組織。メンバーの多くは協力を要請された一般人のジェットアイ保持者で、主な活動はルビーアイ保持者の捕獲、無力化。
識別済みのサードアイ保持者に付けられている《○○者》という形式の名前は《特課》が付けたものであり、メンバーも同じ形式のコードネームを持っている。

## 既刊一覧

### 小説
- 川原礫（著）・シメジ（イラスト）、KADOKAWA〈電撃文庫〉、既刊5巻（2019年5月10日現在）

| 巻数 | 巻数                                                    | 初版発売日    | ISBN              |
| ---- | ------------------------------------------------------- | ------------- | ----------------- |
| 1    | 絶対ナル孤独者《アイソレータ》1 -咀嚼者 The Biter-      | 2014年6月10日 | 978-4-04-867517-8 |
| 2    | 絶対ナル孤独者《アイソレータ》2 -発火者 The Igniter-    | 2015年2月10日 | 978-4-04-867843-8 |
| 3    | 絶対ナル孤独者《アイソレータ》3 -凝結者 The Trancer-    | 2016年2月10日 | 978-4-04-865748-8 |
| 4    | 絶対ナル孤独者《アイソレータ》4 -刺撃者 The Stinger-    | 2017年5月10日 | 978-4-04-892894-6 |
| 5    | 絶対ナル孤独者《アイソレータ》5 -液化者 The Liquidizer- | 2019年5月10日 | 978-4-04-912382-1 |

### 漫画
- 川原礫（原作）・シメジ（キャラクターデザイン）・越水ナオキ（作画） 『絶対ナル孤独者』 KADOKAWA〈電撃コミックスNEXT〉、全4巻
  1. 2016年2月10日発売[12]、ISBN 978-4-04-865656-6
  2. 2016年10月8日発売[13]、ISBN 978-4-04-892292-0
  3. 2017年7月10日発売[14]、ISBN 978-4-04-892920-2
  4. 2018年3月10日発売[15]、ISBN 978-4-04-893645-3